# Isaiia Răcăciuni
Isaiia Răcăciuni (născut Isaiia Nacht, n. 21 septembrie 1900, Răcăciuni, județul Bacău – d. 16 iunie 1976, București) a fost un scriitor și traducător român de origine evreiască, fratele actorului N. Stroe.

## „Afacerea”Bursa neagră
Comedia Bursa neagră, comedie ce prezintă viața speculanților la bursă, a fost pusă în scenă de George Mihail Zamfirescu în stagiunea 1934-1935 a Teatrului Național din Iași. Premiera piesei a fost boicotată de studenții cuziști și legionari astfel încât piesa a fost rapid retrasă din repertoriu. Aceast incident reamintește de o „afacere” similară petrecută la București cu aproape 20 de ani înainte implicând piesa Manasse a lui Ronetti-Roman, piesă retrasă din repertoriul stagiunii 1913-1914 a Teatrului Național din București ca urmare a protestelor studenților extremiști.
Isaiia Răcăciuni a făcut parte din grupul de scriitori evrei declarați ostateci de regimul Antonescu în 1941.

## Opera literară
- Trei cruci, București, 1922
- Mâl, Editura „Națională Ciornei” S.A., București, 1934
- Paradis uitat, București, 1937
- „Dați-mi-L înapoi pe Iisus", București, 1944
- Amintiri, Editura Pentru Literatură, București, 1967, 156 pagini
- Teatru, ediție îngrijită, prefață, note și bibliografie de Elena Zaharia-Filipaș, Editura Dacia, Cluj, 1990. Cuprinde:

Trei cruci
Isterue (fragment)
Poste-Restante
Omul de departe
Poveste de iarnă (fragment)
Bursa neagră
Isus (fragment)

## Filmografie
- Se aprind făcliile [3] (1939), regia Ion Șahighian - scenarist
- Iancu Jianu [4] (1929), regia Horia Igiroșanu - scenarist